# Lord-Howe-Brillenvogel
Der Lord-Howe-Brillenvogel (Zosterops strenuus, Syn.: Zosterops strenua) ist eine ausgestorbene Vogelart aus der Familie der Brillenvögel. Er war endemisch auf der Lord-Howe-Insel.

## Beschreibung
Der Lord-Howe-Brillenvogel erreichte eine Länge von 13 Zentimetern. Die Oberseite, die Kopf- und die Halsseiten waren dunkel olivgrün. Der Mantel war olivgrau. Um die hellbraune Iris verlief ein breiter weißer Augenring. Unter den Augen war ein mattschwarzer Zügelstrich zu erkennen. Kinn, Kehle, Unterschwanzdecken und Schenkel waren blass-schwefelgelb. Die übrige Unterseite war isabellbraun, die Flanken waren dunkler. Die Bauchmitte war weißlich wie die Unterflügeldecken. Der Schnabel war hornschwarz und die Füße dunkelgrau.

## Lebensweise
Die Brutzeit des Lord-Howe-Brillenvogels war von November bis Dezember. Das napfförmige Nest war 10 Zentimeter breit und 5 Zentimeter tief. Es wurde in einer Astgabel aus feinen Würzelchen und Gräsern errichtet und mit weichem Pflanzenmaterial ausgepolstert. Das Gelege bestand aus zwei bis drei blauen Eiern. Die Nahrung des Lord-Howe-Brillenvogels bestand aus Früchten und Getreide. Weil er häufig in die Obstbäume und die Felder einfiel, wurde er von den Landwirten als Plage angesehen.

## Aussterben
Der Lord-Howe-Brillenvogel wurde innerhalb von fünf Jahren durch Hausratten ausgelöscht, die im Jahr 1918 vom gestrandeten Schiff SS Makambo entkommen konnten. Bei späteren Suchexpeditionen in den Jahren 1928 und 1936 konnte er nicht mehr nachgewiesen werden.